# Помешчик
Помешчикът е дворянин-феодал в Руската империя през периода от края на 15 до началото на 20 век.
Първоначално понятието означава земевладелец, владеещ поместие (на руски: поместье) – поземлено владение, давано за военна или друга държавна служба.
По-късно, от началото на 18 век, по времето на руския император Петър I (1714 г.), поместията и феодите (виж: вотчина) като две разновидности на поземлена собственост, биват сляти в единен вид дворянска собственост, наречена имение. От тогава, думата „помешчик“ започва да се използва като общо понятие за дворянин (благородник), притежаващ земя като собственост, включвайки вече всички форми на поземлена собственост – като вотчината (родова собственост, предавана по наследство), църковните земи и владенията, давани за други (невоенни) заслуги.
До ликвидацията на украинското Хетманство и на Разпокъсването на Полско-литовската държава, названието „помешчик“ се използва от украинските феодали – предимно казашки старшини, заможни казаци, полски и украински шляхтичи (благородници). След това, техните земи стават част от Руското царство (по-късно превърнало се в империя), а правата им са гарантирани чрез царски указ. 
Икономическата им власт се основава на монополната им собственост върху земята и крепостните селяни, установени в Манифеста за свободите на дворянството (1762 г.). До премахването на крепостничеството през 1861 г. основният показател за богатството на даден помешчик в Руската империя е бил броят на крепостните селяни, които той е притежавал, а след това селяните са освободени и богатството започва да бъде измервано в количество притежавана земя. 
В Украйна помешчниците се наричат още дидичи. Географски погледнато, в Деснобрежна Украйна преобладават крупни помешчници от полски произход. Голяма група от заможни руски помешчници се намира в Левобрежна Украйна и в Южна Украйна. 
Според 10-то преброяване на населението в Руската империя от 1859-1860 г. е имало 103,2 хил. помешчници, които са владеели (притежавали) 10,7 млн. души. Благородниците, притежаващи не повече от 100 души, съставляват 41,6% от всички помешчници и притежават 3,2% от крепостните селяни. Най-големите помещчници (със собственост от над 1000 души), които са били само 3,8% от всички, са притежавали 43,7% от всички селяни.
След Октомврийската революция от 1917 г. на основание Декрет за земята се национализират всички поземлени имоти на помешчниците.
|  | Тази страница частично или изцяло представлява превод на страницата „Помещик“ и страницата „Поміщик“ в Уикипедия на руски и украински език. Оригиналните текстове, както и този превод, са защитени от Лиценза „Криейтив Комънс – Признание – Споделяне на споделеното“, а за творби, създадени преди юни 2009 година – от Лиценза за свободна документация на ГНУ. Прегледайте историята на редакциите на оригиналните страници тук и тук, за да видите списъка на техните съавтори. ВАЖНО: Този шаблон се отнася единствено до авторските права върху съдържанието на статията. Добавянето му не отменя изискването да се посочват конкретни източници на твърденията, които да бъдат благонадеждни. |